# María Cecilia Colombo de Serrano
María Cecilia Colombo de Serrano (14. veljače 1962.) je umirovljena argentinska hokejašica na travi. Igrala je na mjestu obrambene igračice.
S argentinskom izabranom vrstom je sudjelovala na više međunarodnih natjecanja.

## Sudjelovanja na velikim natjecanjima
- Panameričke igre 1987.
- OI 1988. (7. mjesto)